# بوتورفانول
بوتورفانول Butorphanol أو Stadol هو مسكن ألم أفيوني اصطناعي، مشابه كيميائيا لليفورفانول ليفورفانول. (AAN، BAN، INN وUSAN) هو مورفين - نوع اصطناعي من الافيونيات المسكنات تم تطويره من قبل بريستول مايرز فعال في تسكين الألم عند النساء أكثر من الرجال. يُؤَثِّر الدَّواءُ في مَراكِز معيَّنة في الجهاز العصبي المركزي لتخفيف الألم، حيث يتَّحِد مع مستقبلات الأفيون في الدِّماغ لمنع انتقال إشارات الألم. هو من المُنَبِّهات الأفيونيَّة الجزئيَّة Opiate Partial Agonists. يفيد في تَسكين الألم، مثل المورفين.

## آلية العمل
يظهر البوتورفانول فاعلية جزئية ناهضة ومناهضة لمستقبلات ميو μ الأفيونية، وفاعلية ناهضة لمستقبلات كابا κ الأفيونية. تحفيز هذه المستقبلات في الجهاز العصبي المركزي يؤدي لتثبيط خلوي للأدينيلات سيكلاز، إغلاق الغشاء الدافق influx لقنوات الكالسيوم، وفتح غشاء قنوات البوتاسيوم. هذا يؤدي إلى فرط استقطاب لغشاء الخلية مما يؤدي إلى تفعيل أو تثبيط شلال سيالات الألم.

## المحاذير عند استعمال هذا الدواء
- عندَ الشكِّ في استِعمال جرعةٍ زائدة، يجب الاتِّصالُ بمركز معلومات الأَدويَة والسُّموم المَحلِّي أو الطَّبيب على الفور..
- ظُهور عَلامات حُدوث ردَّة فعل خَطيرة على الحياة، ويتضمَّن ذلك الصَّفيرَ خلال التنفُّس والإحساس بضيق في الصَّدر، الحمَّى, الحكَّة، سُعال شَديد، ازرقاق في لون الجلد، نوبات صرعيَّة، أو تورُّم في الوجه أو الشَّفتين أو اللِّسان أو الحلق.
- دوخة شَديدة، أو فقدان الوعي.
- صُعوبَة في التنفُّس.

## الاستخدام الطبي
- يستخدم لعلاج الشقيقة باستخدام البخاخ الأنفي.
- يعطى حشويا لتدبير الألم المتوسط إلى الشديد.
- يستخدم لتدبير الألم أثناء الولادة.
- يستخدم في الطب البيطري عند الكلاب والقطط والأحصنة كمسكن ومركن. .[3]

الدَّواءُ للاستِعمال الأنفي أو العَضَلي فقط. يجب أن يجلسَ المريضُ قبلَ الاستعمال بساعة، ولمدة ساعة بعدَ الاستعمال. يُبَخُّ الدَّواءُ في فتحة أنف واحدة عادة.

## الأشكال الصيدلانية
- مضغوطات.
- بخاخ أنفي.
- شكل حقني.

## الآثار الجانبية
- له آثار عصبية كباقي الأفيونات (تركين، تخليط, دوار).
- غثيان وإقياء.
- اضطرابات هضمية خاصة الإمساك.

يجب تَجنُّبُ استِعمال جرعةٍ مزدوجة أو جرعات زائدَة.
في الكَثير من الحالات، يَجري استِعمالُ هذا الدَّواء بحَسب الحاجة، ولكن لا يزيد عددُ مرَّات تناوله على مرَّة كلَّ ثلاث ساعات غالباً، ما لم تكن تعليماتُ مُقَدِّم الرِّعاية الصحِّية خِلافَ ذلك.